# Finmeccanica

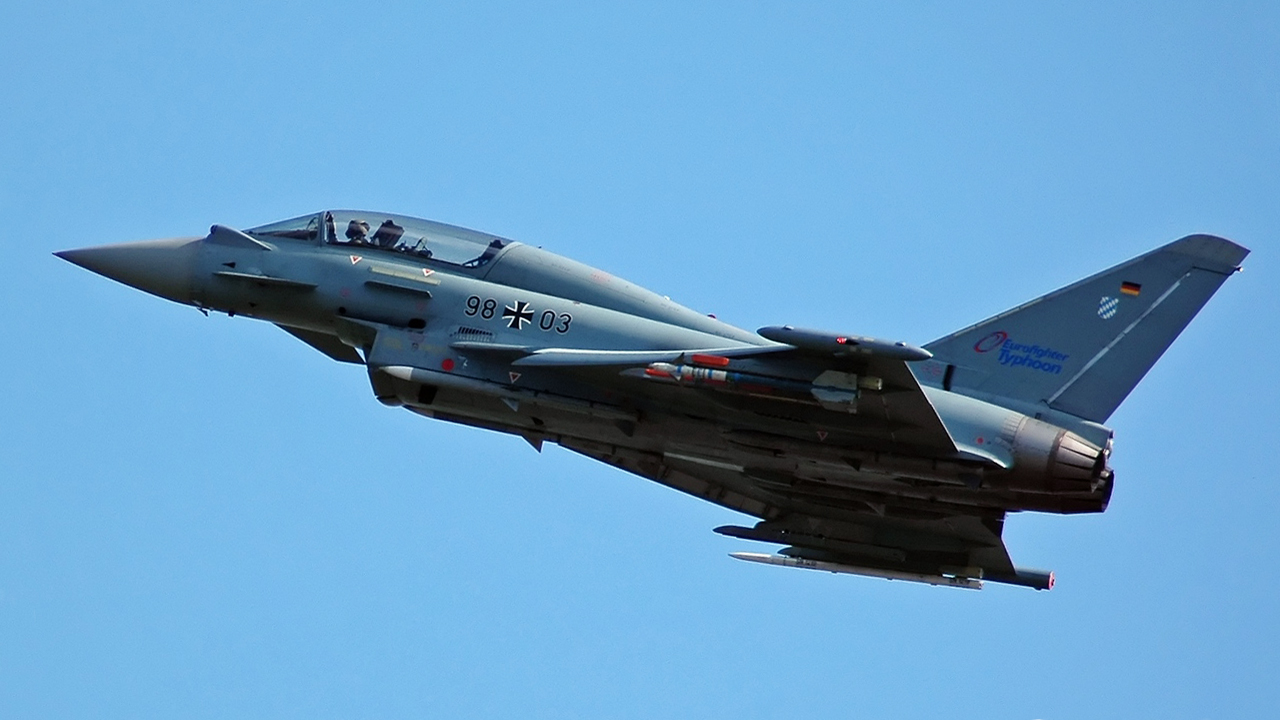
Prin subsidiara Alenia Aeronautica, Finmeccanica deține 21% din Eurofighter GmbH.

Leonardo S.p.A. (mai devreme Finmeccanica) este un conglomerat italian, al doilea grup industrial din Italia și cel mai mare din domeniul înaltei tehnologii.
Este unul dintre liderii europeni în producția de tehnică și echipamente pentru industria aerospațială, a sistemelor de apărare și de securitate, cu venituri anuale de 14,4 miliarde de euro.
Leonardo proiectează și produce nave, elicoptere (lider mondial prin Agusta Westland, folosite și de paza de coastă americană), avioane de patrulare maritimă (folosite de Paza de Coastă Italiană și Poliția de Frontieră), sateliți și infrastructură spațială pentru telecomunicații, sisteme electronice de apărare, sisteme subacvatice sau sisteme de securitate și IT.

## Finmeccanica în România
Grupul Leonardo este prezent în România încă din 1981 la centrala nuclearelectrică de la Cernavodă prin intermediul societății Ansaldo Energia.
Pe segmentul de IT este prezentă prin societatea Ipacri România (deținută din 1998 în proporție de 75% de către Elsag, compania de IT a Finmeccanica).
O altă companie Finmeccanica activă în România este Telespazio, specializată în servicii satelitare, care a constituit în 1998 împreună cu Societatea Națională de Radiocomunicații (SNR) o societate mixtă - Rartel.
Acțiunile acesteia sunt deținute în proporție de 61% de către italieni, iar restul de partea română.
Rartel activează ca operator de telecomunicații prin satelit, observații primare, telemetrie și telefonie mobilă.